# 진평

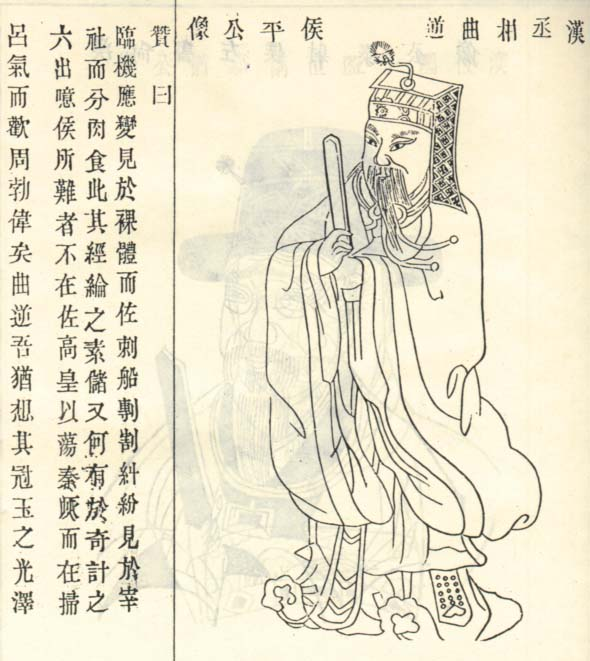

진평(陳平, ? ~ 기원전 178년)은 초한쟁패기, 전한 초기의 정치가, 전략가이다. 작위는 곡역후(曲逆侯), 시호는 헌후이다. 한 고조를 도와 전한의 건국에 큰 공을 세웠다.
출신은 위나라(魏) 양무현(陽武縣) 호유향(戶牖鄕) 사람이다.

## 생애

### 한나라 사관 전
젊어서는 가세가 빈한했으나 독서를 좋아했고, 집의 농지는 형이 경작하면서 공부를 후원했다. 형수가 자신을 질시하자 형은 형수를 내쫓았다.
위나라 왕 위구가 진나라의 장군 장함의 공격을 받아 임제에서 포위되자 형을 떠나 위구를 섬겨 태복이 되었다. 그러나 참언을 받아 달아났다. 이후 항우에게 귀순하였고, 항우가 진나라를 깨트리고서 작경으로 삼았다. 기원전 205년, 한왕 유방이 삼진을 굴복시키자 은왕 사마앙이 서초패왕 항우에게 반기를 들고 한왕의 편을 들었다. 진평은 항우에게서 신무군(信武君)에 봉해지고, 옛 위구의 객 중 초나라에 있는 사람들을 불러모아 은나라를 쳐 은왕의 항복을 받아냈다. 이 공적으로 도위가 되었다. 그러나 한왕 유방이 은나라를 멸하고 은왕을 굴복시키자 분노한 항우는 은나라를 평정한 장리들을 주살하려 했고, 목숨의 위협을 느낀 진평은 상금과 인수를 다 버리고 달아났다. 강을 건너는데 뱃사공이 진평의 용모를 보고, 미장부가 홀로 가는 것을 보고 달아난 장령이니 금은보화를 지니고 있는 것이 아닐까 생각해 진평을 죽이려 했다. 진평은 눈치를 채고 벌거벗어 아무것도 지니지 않은 것을 보여줘, 무사히 건널 수 있었다.

### 초한전쟁기
진평은 옛 은나라 경내인 수무현에 주둔하고 있는 한왕 유방을 찾아가 위무기의 천거를 받고 유방에게 귀의, 호군중위의 직책을 맡았다. 서초의 망명객이 하루아침에 자신들을 감독하는 직책에 이르자 한나라 장수들은 유방에게 항의했으나 유방은 진평을 더욱 총애했다. 이후 팽성 대회전에 참전해 패배했고, 형양에서 한왕이 패군을 수습하면서 아장이 돼 한왕 신의 휘하에 배속되었다. 주발과 관영 등이 찾아와 진평의 행실이 깨끗하지 못하고 위나라와 초나라에서 불성실했고 뇌물에 따라 관직을 바꾼다며 비난하자, 한왕은 위무지와 대화하고 진평을 불러들여 주군을 바꾼 것을 책망했다. 진평은 위나라에선 자신의 진언이 받아들여지지 않았고 서초에서는 패왕 항우가 항씨 일족 외에는 쓰지 않았기 때문이라고 답하고, 가진 것이 없어 금을 받았을 뿐이라고 했다. 한왕은 진평을 정식으로 호군중위로 삼으니, 이후로는 진평의 임용에 대해 왈가왈부하는 사람이 없었다.
이후 한왕이 형양에서 서초패왕의 맹공을 받아 곤궁에 처하고 서초패왕이 한왕의 강화 요구도 받아들이지 않자, 한왕의 자문을 받았다. 진평은 서초패왕이 의심이 많고 믿을 만한 수하는 범증, 종리말, 용저, 주은 외에 몇 없으며, 황금 수만 근을 뿌려 반간계를 쓰면 초군을 무너뜨릴 수 있다고 진언했다. 한왕은 진평의 계책을 받아들여 진평에게 황금 4만 근을 내주었고 그 내역은 묻지 않았다. 진평은 이 황금을 서초 진영에 뿌려 서초패왕과 신하 사이를 이간시켰고, 서초패왕은 의심이 들어 한 진영에 사자를 보내자, 처음에는 태뢰로 모셨다가 범증의 사신이 아니라며 거친 음식을 내주었다. 사자가 이를 서초패왕에게 알리자 서초패왕은 과연 범증을 매우 의심했고, 범증이 형양성을 급히 치자는 제안을 듣지 않았다. 범증은 격노하고 서초패왕을 떠나 얼마 못 가 죽었다. 진평은 기신을 지휘관으로 삼아 그 휘하에 여자 2천 명에게 갑옷을 입혀 여군을 결성해서 동문을 통해 성 밖으로 내보내고, 서초 군이 이들을 겁탈하는 사이에 서문으로 한왕을 탈출시켰다. 한편, 기신은 한왕이 탈출하는 시간을 벌고 있는 동안 서초패왕에 의해 화형당했으며 휘하 여자 병력들은 초군에게 겁탈 당했다. 이는 진평의 고도의 계략인데 남자 병력으로 싸워봤자 금방 전멸할 것을 간파하고, 여자로 내주면 항우의 병력들이 그 여자들을 겁탈하느라 시간을 낭비할 것이라 생각하고 고의로 여군으로 내보낸 것인데 이 생각은 적중해서 항우의 병력들은 기신이 이끄는 여군 병력들을 겁탈하느라 시간을 낭비했으며 그 덕에 유방은 도망칠 시간을 많이 벌었다.

### 고제 통치기
제나라를 쳐 멸한 한신이 스스로 제나라 왕이 되겠다고 한왕에게 허락을 구하자 한왕이 격노했다. 진평은 장량과 함께 한왕의 발을 밟았고, 한왕은 깨달은 것이 있어 한신을 제나라 왕으로 삼았다. 진평은 호유후에 봉해졌다. 연왕 장도의 반란 진압에도 종군했다.
고제 6년(기원전 201년), 초왕 한신이 모반하리라는 고변이 들어왔다. 고제가 여러 장수들에게 의견을 묻자 바로 토벌해야 한다고 답했다. 그러나 진평은 고제나 고제의 군사가 초왕과 그 군사의 상대가 되지 못할 것을 걱정해 직접 싸우는 것을 반대했고, 초나라 서쪽 국경에 있는 진(陳)에서 사냥한다고 해 제후들을 불러모으고 초왕이 오면 기회를 봐서 사로잡자고 했다. 고제는 이 말을 받아들여 그대로 실행했고 초왕이 자신을 알현하러 오자 무사들을 숨겨 그대로 사로잡았다. 고제는 초왕을 사면했으나, 초왕의 봉국을 빼앗고 회음후로 격하시켰고, 공을 세운 자들에게 부절로 포상했다. 진평도 세습되는 부절을 받았으나 사양하고 자신을 천거한 위무지에게 사례를 돌렸다. 덕분에 위무지도 포상을 받았다.
고제 7년(기원전 200년), 고제를 따라 흉노와 연계된 대왕 한신의 모반을 진압하러 갔다. 고제는 흉노의 선우 묵돌의 유인책에 말려들어 평성에 들어갔다 포위됐고, 이레 간 양식을 구하지 못해 곤경에 처했다. 그러자 진평의 계책을 받아들여 연지(閼氏)에게 뇌물을 주었고, 연지가 묵돌에게 한과 화평하도록 말해 주었다. 이것은 묵돌이 평성의 포위를 풀어 고제가 평성에서 빠져나온 한 요인이 되었다. 고제는 곡역을 지나다가 그 고을이 큰 것을 보고 진평을 곡역후(曲逆侯)로 봉하고 옛 봉국은 취소했다.
이후에도 계속 호군중위로 고제의 군사에 종군하며 대나라 승상 진희의 난과 회남왕 영포의 난 진압에서 여섯 번의 기묘한 계략을 내 여섯 번 봉읍이 늘어났으나, 계략 자체는 비밀에 붙여져 알려지지 않았다.
연왕 노관의 난을 진압하러 간 번쾌가 자기 처형 고황후를 위해 고황후가 시기하는 고제의 애첩 척부인의 소생 유여의를 죽이려 한다는 참소가 들어오자, 고제의 명령을 받아 주발과 함께 번쾌를 처형하러 갔다. 그러나 도중에 주발과 상의하고, 황실의 외척인 번쾌를 함부로 죽일 수 없다 하여 번쾌를 소환하고 사로잡었다. 연왕 진압 임무는 주발이 이어받게 하고 자신은 번쾌를 압송해 장안으로 돌아갔다. 도중에 고제가 죽었다는 소식을 듣자, 고황후와 여수(번쾌의 부인이며 고황후의 동생)를 두려워해 번쾌 압송 행렬보다 먼저 장안으로 들어가 곡하고 여후를 만나 상주했다. 여후는 진평을 불쌍히 여겨 낭중령으로 삼아 혜제를 가르치게 했다. 나중에 여수가 진평을 참소했으나 받아들여지지 않았고, 번쾌는 사면돼 옛 작위와 봉읍을 돌려받았다.

### 승상
혜제 6년(기원전 189년) 상국 조참 서거 후, 좌승상(左丞相)이 되었으며, 우승상(右丞相)은 왕릉이 맡았다. 2년 후에 혜제가 죽자 여태후가 여씨 일족을 왕으로 삼으려 하자 왕릉은 고제의 유지를 받들어 반대했으나 진평은 장군 주발(周勃)과 함께 찬성했다. 여태후는 왕릉에게 노해 왕릉을 실권이 없는 태부로 삼았고 자신이 총애하는 심이기를 우승상으로 교체했다. 관리들은 모두 심이기를 거쳐 정사를 처결했다. 여수는 다시 태황태후 여씨(고황후)에게 “진평이 정사를 보지 않고 매일 술만 마시고 부녀를 희롱한다”라고 자주 참소했다. 이 말을 들은 진평은 진짜로 여수의 참소대로 행했고, 태황태후는 이를 듣고 진평을 불러들여 여수의 말에 개의치 않는다고 말했다.
고황후가 죽자, 주발 등 중신과 힘을 모아 여씨의 난을 평정한 뒤 대왕으로 있던 문제 유항(劉恒)을 옹립하였다. 주발을 우승상으로 추천하고 자신은 좌승상에 머물러 주발의 다음 반열에 섰다. 얼마 후, 문제가 주발에게 옥사의 수효와 한 해 세입을 묻자 주발은 쩔쩔대며 모른다고 대답하고 부끄러워했다. 문제가 다시 진평에게 묻자, 진평은 각각의 담당관에게 물어보면 된다고 했다. 문제는 “모든 일에 주관자가 있다면, 군이 주관하는 일은 무엇인가?”라고 해 승상의 임무를 물었고 진평은 “재상이란 위로는 천자를 도와 음양을 다스리고 사시를 따르며, 아래로는 만물을 생육하게 하고 밖으로는 사방의 오랑캐와 제후를 진무하며, 안으로는 백성이 친하게 귀부하게 하며, 경과 대부가 각각 제 직임을 맡게 하는 것입니다.”라고 답했다. 문제는 이 대답을 좋아했고, 주발은 문제와의 관계와 진평의 재능이 자신보다 월등함을 인정하고 우승상에서 물러나 관영이 대신해 승상이 되었다. 문제 2년(기원전 178년)에 죽어 시호를 헌후라 했다.《사기》에 진평에 대한 전기인 진승상세가(陳丞相世家)가 전해지고 있다.

## 가계
진하가 23년간 곡역후를 지내다가 기시돼 봉국은 폐지됐다. 진평의 증손 진장은 위청 등 한 무제의 외척 위씨와 인척인 데 의지해 조상의 작위 곡역후를 회복하려 했으나 실패했다.